# Campionati sudamericani di atletica leggera
I Campionati sudamericani di atletica leggera (in spagnolo Campeonato Sudamericano de Atletismo) sono una competizione continentale di atletica leggera organizzata dalla Confederación Sudamericana de Atletismo.
La manifestazione ha cadenza biennale e si svolge negli anni dispari. La prima edizione, che risale al 1919, vide solo due paesi partecipanti (Cile e Uruguay). La nazione vincitrice viene decretata in base alla somma dei punteggi ottenuti dai singoli atleti di quello stesso Stato.

## Edizioni
| Edizione | Anno | Città          | Nazione   | Data                      | Sede                                  | Nazione vincitrice |
| -------- | ---- | -------------- | --------- | ------------------------- | ------------------------------------- | ------------------ |
| 1        | 1919 | Montevideo     | Uruguay   | 11 - 13 aprile            |                                       | Cile               |
| 2        | 1920 | Santiago       | Cile      | 23 - 25 aprile            |                                       | Cile               |
| 3        | 1924 | Buenos Aires   | Argentina | 17 - 22 aprile            |                                       | Argentina          |
| 4        | 1926 | Montevideo     | Uruguay   | 15 - 20 aprile            |                                       | Argentina          |
| 5        | 1927 | Santiago       | Cile      | 14 - 19 aprile            |                                       | Cile               |
| 6        | 1929 | Lima           | Perù      | 5 - 10 maggio             |                                       | Argentina          |
| 7        | 1931 | Buenos Aires   | Argentina | 30 aprile - 5 maggio      |                                       | Argentina          |
| 8        | 1933 | Montevideo     | Uruguay   | 6 - 9 aprile              |                                       | Argentina          |
| 9        | 1935 | Santiago       | Cile      | 11 - 14 aprile            |                                       | Cile               |
| 10       | 1937 | San Paolo      | Brasile   | 27 - 30 maggio            |                                       | Brasile            |
| 11       | 1939 | Lima           | Perù      | 25 - 28 maggio            |                                       | Brasile            |
| 12       | 1941 | Buenos Aires   | Argentina | 26 aprile - 4 maggio      |                                       | Brasile            |
| 13       | 1943 | Santiago       | Cile      | 23 aprile - 2 maggio      |                                       | Cile               |
| 14       | 1945 | Montevideo     | Uruguay   | 15 - 22 aprile            |                                       | Brasile            |
| 15       | 1947 | Rio de Janeiro | Brasile   | 25 aprile - 3 maggio      |                                       | Argentina          |
| 16       | 1949 | Lima           | Perù      | 16 - 24 aprile            |                                       | Argentina          |
| 17       | 1952 | Buenos Aires   | Argentina | 3 - 11 maggio             |                                       | Argentina          |
| 18       | 1954 | San Paolo      | Brasile   | 17 - 25 aprile            |                                       | Brasile            |
| 19       | 1956 | Santiago       | Cile      | 14 - 22 aprile            | Estadio Nacional de Chile             | Brasile            |
| 20       | 1958 | Montevideo     | Uruguay   | 19 - 27 aprile            |                                       | Brasile            |
| 21       | 1961 | Lima           | Perù      | 20 - 28 maggio            |                                       | Argentina          |
| 22       | 1963 | Cali           | Colombia  | 29 giugno - 7 luglio      |                                       | Venezuela          |
| 23       | 1965 | Rio de Janeiro | Brasile   | 8 - 16 maggio             |                                       | Brasile            |
| 24       | 1967 | Buenos Aires   | Argentina | 7 - 15 ottobre            |                                       | Argentina          |
| 25       | 1969 | Quito          | Ecuador   | 4 - 12 ottobre            |                                       | Cile               |
| 26       | 1971 | Lima           | Perù      | 9 - 17 ottobre            |                                       | Brasile            |
| 27       | 1974 | Santiago       | Cile      | 16 - 21 aprile            |                                       | Venezuela          |
| 28       | 1975 | Rio de Janeiro | Brasile   | 26 - 31 agosto            |                                       | Brasile            |
| 29       | 1977 | Montevideo     | Uruguay   | 4 - 6 novembre            |                                       | Brasile            |
| 30       | 1979 | Bucaramanga    | Colombia  | 31 ottobre - 4 novembre   |                                       | Brasile            |
| 31       | 1981 | La Paz         | Bolivia   | 5 - 8 novembre            |                                       | Brasile            |
| 32       | 1983 | Santa Fe       | Argentina | 29 settembre - 2 ottobre  |                                       | Brasile            |
| 33       | 1985 | Santiago       | Cile      | 12 - 15 settembre         |                                       | Brasile            |
| 34       | 1987 | San Paolo      | Brasile   | 8 - 11 ottobre            |                                       | Brasile            |
| 35       | 1989 | Medellín       | Colombia  | 5 - 8 agosto              |                                       | Brasile            |
| 36       | 1991 | Manaus         | Brasile   | 28 - 30 giugno            |                                       | Brasile            |
| 37       | 1993 | Lima           | Perù      | 2 - 4 luglio              |                                       | Brasile            |
| 38       | 1995 | Manaus         | Brasile   | 26 - 28 maggio            |                                       | Brasile            |
| 39       | 1997 | Mar del Plata  | Argentina | 4 - 5 aprile              |                                       | Brasile            |
| 40       | 1999 | Bogotà         | Colombia  | 25 - 27 giugno            | El Salitre                            | Brasile            |
| 41       | 2001 | Manaus         | Brasile   | 18 - 20 maggio            | Vila Olímpica de Manaus               | Brasile            |
| 42       | 2003 | Barquisimeto   | Venezuela | 20 - 22 giugno            | Polideportivo Máximo Viloria          | Brasile            |
| 43       | 2005 | Cali           | Colombia  | 21 - 24 luglio            | Estadio Pascual Guerrero              | Brasile            |
| 44       | 2006 | Tunja          | Colombia  | 29 settembre - 1º ottobre | Estadio La Independencia              | Brasile            |
| 45       | 2007 | San Paolo      | Brasile   | 7 - 9 giugno              | Estádio Ícaro de Castro Mello         | Brasile            |
| 46       | 2009 | Lima           | Perù      | 19 - 21 giugno            | Villa Deportiva Nacional              | Brasile            |
| 47       | 2011 | Buenos Aires   | Argentina | 2 - 5 giugno              | CeNARD                                | Brasile            |
| 48       | 2013 | Cartagena      | Colombia  | 5 - 7 luglio              | Parque Elías Gutiérrez                | Brasile            |
| 49       | 2015 | Lima           | Perù      | 12 - 14 giugno            | Villa Deportiva Nacional              | Brasile            |
| 50       | 2017 | Asunción       | Paraguay  | 23 - 25 giugno            | Pista Comité Olímpico Paraguayo       | Brasile            |
| 51       | 2019 | Lima           | Perù      | 24 - 26 maggio            | Villa Deportiva Nacional              | Brasile            |
| 52       | 2021 | Guayaquil      | Ecuador   | 29 - 31 maggio            | Stadio Modelo Alberto Spencer Herrera | Brasile            |
| 53       | 2023 | San Paolo      | Brasile   | 28 - 30 luglio            | COTP Stadium                          | Brasile            |
| 54       | 2025 | Mar del Plata  | Argentina | 25-27 aprile              | Stadio Justo Ernesto Román            | Brasile            |

## Classifica delle nazioni vincitrici
| Nazione   | N° vittorie |
| --------- | ----------- |
| Brasile   | 36          |
| Argentina | 10          |
| Cile      | 6           |
| Venezuela | 2           |